# Українське естонське товариство

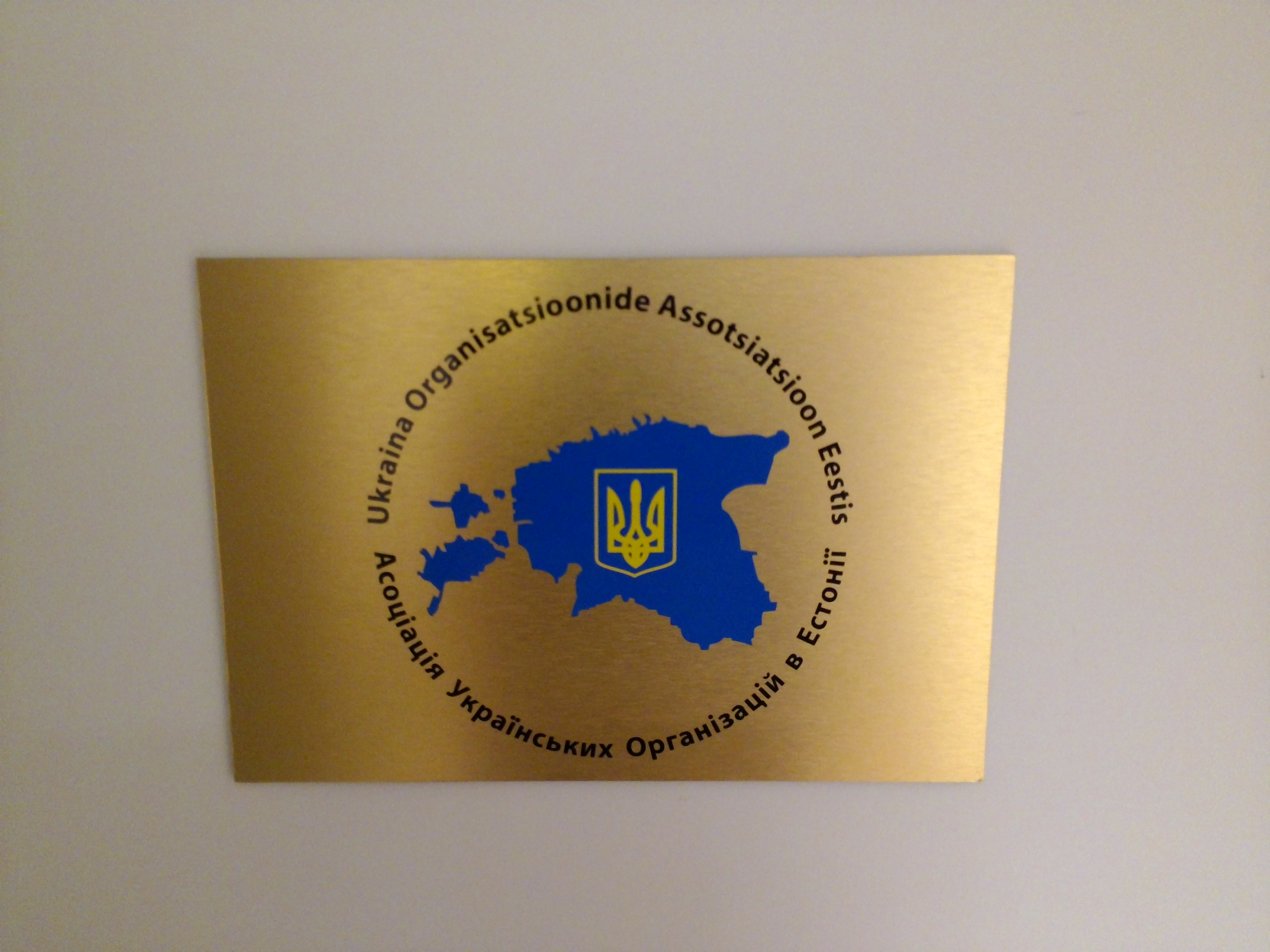
Асоціація українських організацій в Естонії

Українське естонське товариство — українське естонське товариство, що діє в Києві, Україна. 
Товариство було засноване 1994 року. 
Товариство є членом Асоціації культурних товариств Естонії.